# Атталіди
Атталіди — це грецька династія, яка правила Пергамом у 283—133 рр. до н. е.
Засновником династії вважають грека Філетера (283—263 до н. е.), сина Аттала (звідси й назва династії). Лісімах призначив Філетера керівником фортеці Пергам, але 283 р. до н. е. він повстав проти царя Македонії Лісімаха і невдовзі став фактично незалежним. Повне визнання держава отримала за правління Евмена l (263—241), розквіт Пергаму припав на володарювання Аттала l, Євмена II і Аттала II. Незабаром після правління Аттала lll і Арістоніка, внаслідок інтриг вельмож, до Пергаму увійшли римські війська і Рим завоював іще одну державу.
Список правителів Пергамського царства (царі з 230 р. до н. е.)
- Філетер, 283—263 рр. до н. е.
- Евмен l, 263—241 рр. до н. е.
- Аттал I Сотер, 241—197 рр. до н. е. (цар з 230 р. до н. е.)
- Евмен II, 197—160 рр. до н. е.
- Аттал II, 160—139 рр. до н. е.
- Аттал III, 139—133 рр. до н. е.
- Арістонік (Евмен III), 133—129 рр. до н. е.

У 133 році до н. е. Аттал III заповів царство Римській республіці, побоюючись, що після смерті влада може перейти до його незаконного брата Арістоніка та нової знаті, яка формувалась з-поміж простого народу Пергамської держави. Стара знать царства шукала підтримки у могутнього Риму для боротьби проти повсталого та незадоволеного народу, задля збереження своїх незліченних багатств. Пергамські аристократи були готові віддати свою державу ворогу, щоб зберегти скарби, володіння та хоча б якусь владу над своїм непокірним народом. Але це їх не врятувало повстанцям вдалось захопити владу і на трон посів Арістонік, незаконний син Евмела ll, який прийняв тронне ім'я Евмел lll і втримував владу в державі у 133—129 рр. до н. е. Та римські легіони у 129 р. до н. е. окупували Пергамське царство, вбивши останнього царя Арістоніка-Евмена lll, і перетворивши Пергам у провінцію Римської республіки. 